# Murányi Unió
A Murányi Unió a Gömör megyében kialakult vasipar egyik fontos szerveződése, a Rimamurány-Salgótarjáni Vasmű Rt. és az ÓKÜ egyik elődje.

## A gömöri vaskohászat kialakulásáról
Gömörben a  kohászat a környékbeli vasérclelőhelyek és erdőségek révén már az Árpád-kortól jelen volt, bár sokáig csak egyes jobbágyok és zsellérek foglalkoztak vele. A termelőerők korai egységesítésére utal, hogy 1585-ben Jolsván már egy vashámoros céh működött, amely a vasat mozgó, tót- és parasztkemencékben állította elő. Az első komolyabb technológiai változás akkor következett be, amikor a légbefúvást és a kalapácsok meghajtását vízerővel oldották meg. A vasipar fejlődése a háborús időkhöz, a fegyverigény növekedéséhez köthető. Az 1700-as évek elején, II. Rákóczi Ferenc Lányi Pál Gömör megyei birtokost nevezte ki vasipari felügyelőnek, aki több kohót építtetett, Dobsinán pedig fegyvergyárat létesített. Ettől kezdődően a nemesség érdeklődését is felkeltette az iparág, és vasgyártó műhelyek létesítésébe fektettek be. A gömöri vasgyárak termékei jó hírnévnek örvendtek már ebben az időben, de az elmaradt technikával dolgozó, jobbágymunkára alapozott üzemek termelése egyre kevésbé volt gazdaságos, ráadásul az értékesítésben is komoly gondot jelentett a korabeli infrastruktúra hiánya. A kohászati ipar termékei iránt megnövekedő kereslet azonban hamar arra késztette a gömöri vasgyárosokat, hogy egyesítsék termelőerőiket.

## A Murányi Unió létrejötte, működése
A közös fellépések  mozgató ereje Sturman Márton vasgyáros volt, aki először a Societas Massae Chalibeae nevű acélgyártó társaságot hozta tető alá 1792-ben. Ez a társaság ugyan egy idő után megbukott, de Sturman tovább folytatta arra vonatkozó munkáját, hogy meggyőzze a gömöri vasgyárosokat, hogy az eredményes jövő csakis termelőerőik egyesítésével, a közösen elvégzett korszerűsítéssekkel képzelhető el. Így jött létre 1808. március 13-i dátummal a Murányi Unió, részvénytársasági formában. Az alapításban résztvevők: Sturman Márton, Sturman András, valamint a Czékus, a Petróczy, a Barthó, a Bartóffy, a Benkár, a Clementis és a Czibur nemesi családok, valamint Nagyrőce városa. Az alapszerződés birtokában május 3-án ismét összeültek a nagyrőcei városházán, és megállapodtak a részletekben is, többek között:
1. vasműveiket, vasércbányáikat 1809. január 1-jei hatállyal örökösen átadják az Uniónak;
2. ezt megelőzően még minden birtokos a saját hasznára dolgozhat;
3. az Uniónak két olvasztókemencét, négy tótkemencét, tizenkét frisstüzet, nyolc nyújtó- és egy szerszámhámort adnak át;
4. egy részvény értékét 20 080 forintban állapították meg stb.

Az Unió üzemeiben eleinte 5000–6000 bécsi mázsa (1 bécsi mázsa=56 kilogramm) nyersvasat, 3000–4000 bécsi mázsa bucavasat és 3000–4000 bécsi mázsa kovácsolt rúdanyagot állítottak elő. A korszerűsítések után (az elavult technológia felszámolása, új kohók, frisstüzek létesítése) a termelés jelentősen növekedett. Gondot jelentett azonban a faszénhiány, ami miatt a Rima-völgyben kellett megoldani a szénfaszükséglet biztosítását, és ugyanitt két hámort és egy frisstüzet is üzembe helyeztek.
Az elszigetelt üzemek egyesítésének folyamataként 1810-ben megalakult a térségben a Rimai Coalitio is. A két egyesülés sokáig egymás mellett, egymástól függetlenül működött, a Coalitio valamivel eredményesebben. A kohászati vállalkozások további koncentrációjának a gondolatát először – már 1828-ban, majd 1830-ban – Andrássy György gróf, nagybirtokos, vasgyáros, vetette fel az érdekeltek várhosszúréti tanácskozásán, de ez akkor még nem valósult meg – főleg a Coalitio ellenkezése következtében. Ekkoriban, az 1839–40-es országgyűlésen indította küzdelmét a reformellenzék a magyar ipar védelme és fellendítése érdekében. A gömöri vasiparosak 1843. szeptember 6-án ismét összeültek a hosszúréti Andrássy-kastélyban, és ők is megfogalmazták az ipari reformra vonatkozó elképzeléseiket, sürgették a bányatörvény megalkotását, műegyetem és reáliskolák létesítését, utak és vasutak építését. Ezen a tanácskozáson – az egyesülés iránti igény újabb megnyilvánulásaként – Czibur János, a Murányi Unió képviselője, aztán maga Andrássy is javasolta, hogy közös erővel építsenek egy sín-, gép- és szerszámgyárat.
Akkor a felvetett javaslattal nem foglalkoztak tovább, de Rombauer Tivadar, a Coalitio újonnan kinevezett, ambiciózus tisztfőnöke felelevenítette a javaslatot. Kétéves előkészítést követően, 1815. május 15-én, a Murányi Unió, a Rimai Coalitio, Andrássy Károly gróf és Szitányi Ulmann Móric pesti nagykereskedő részvételével megalakították a Gömöri Vasművelő Egyesület nevű vaskohászati uniót, és elhatározták egy vasgyár létesítését Ózdon, amely gyár az Ózdi Kohászati Üzemek elődje lett. A Murányi Unió és a többi résztvevő ezután még bizonyos mértékig önállóan működött, egészen a Rimamurányvölgyi Vasmű Egyesület létrejöttéig. Ez az egyesület 1852. július 6-án jött létre, és ezzel egyesült végleg a Murányi Unió és a Rimai Coalitio, amely a későbbi Rimamurány-Salgótarjáni Vasmű Rt. egyik alapítója lett.